# 福井県立武生商工高等学校
福井県立武生商工高等学校（ふくいけんりつ たけふしょうこうこうとうがっこう、英: Fukui Prefectural Takefu Commercial and Technical High School）は、福井県越前市文京にある公立の商工高等学校。2020年（令和2年）度に福井県立武生工業高等学校と福井県立武生商業高等学校を統合して新設された。通称は「武商工（ぶしょうこう）」、「商工（しょうこう）」。

## 概要
開校時は工業系学科は工業キャンパス（旧・武生工業高校校舎）、商業系学科は越前市家久町の商業キャンパス（旧・武生商業高校校舎）に分かれて使用されてきたが、2025年（令和7年）4月からは増改築が施された従前の工業キャンパスに集約されている。

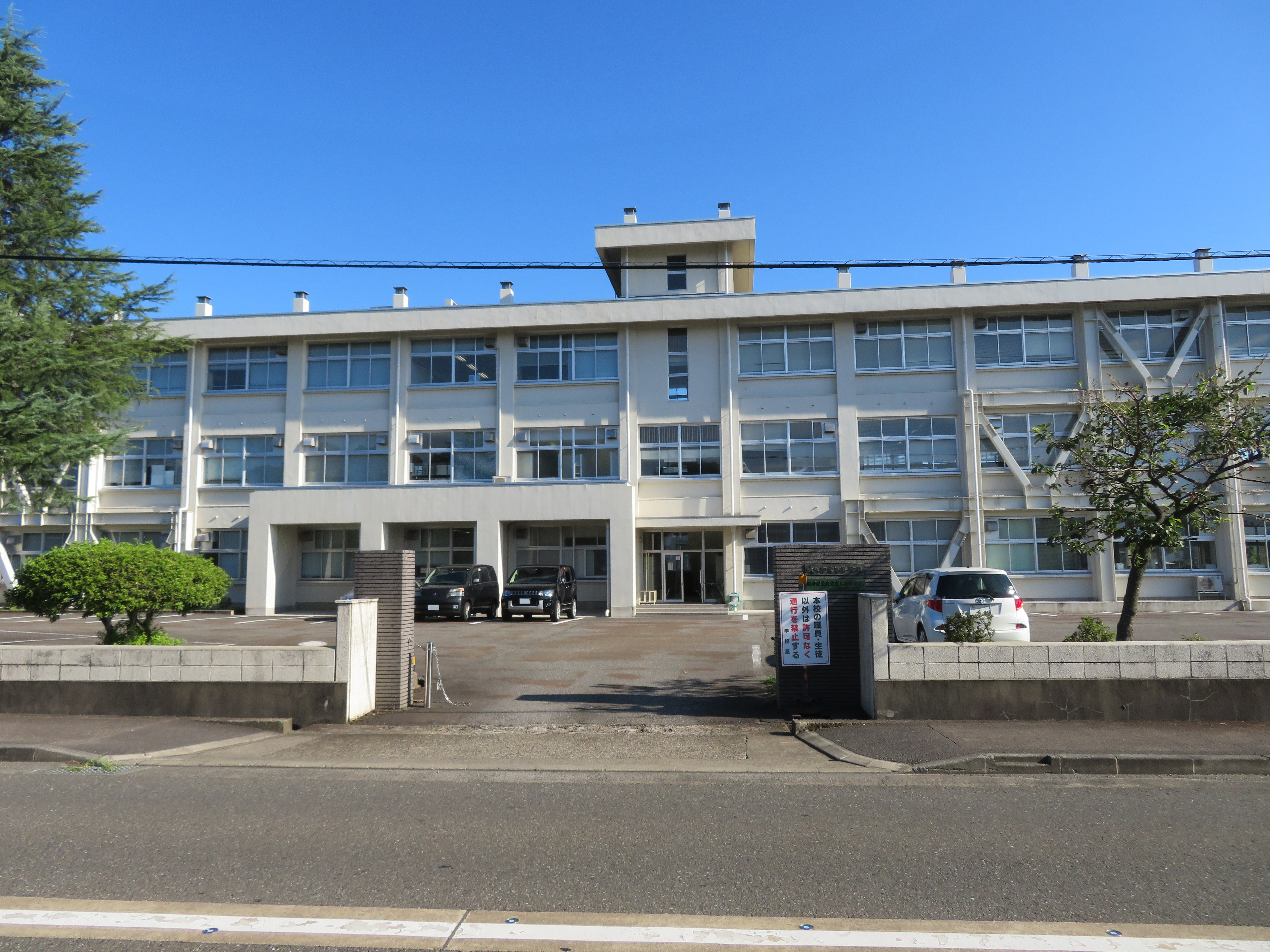
2020年から2025年まで使用された商業キャンパス

## 設置学科
- 機械創造科
- 電気情報科
- 都市・建築科（下記の2コースに分かれる）
  - 都市工学コース
  - 建築コース
- 商業マネジメント科
- 情報ビジネス科

## 所在地
- 〒915-0841 福井県越前市文京1丁目14-16

## 校訓・教育目標

### 校訓
創造　実践　共栄

### 教育目標
- 主体的に学び、様々な課題を解決していくことのできる、豊かな創造力を持った生徒を育成する。
- 産業活動に関する知識と技能を身につけ、地域社会に貢献できる生徒を育成する。
- 豊かな心と健やかなからだを持ち、融和協調しながら共栄をめざす生徒を育成する。

### 教育方針
地域を支える心ある人財の育成　ービジネスの心がわかるエンジニア・ものづくりの心がわかるビジネスパーソンの育成ー

## 沿革
- 2020年（令和2年）4月 - 福井県立武生商業高等学校と福井県立武生工業高等学校を統合し、福井県立武生商工高等学校が開校。

## 部活動
- 運動部 - 野球、弓道、サッカー、テニス、卓球、バドミントン（男・女）、バレーボール（男・女）、フェンシング、陸上競技、バスケットボール（男・女）
- 文化部 - 吹奏楽、新聞、写真、美術、書道、家庭、調理、茶華道、放送、商業研究、ロボット工学、建築文化、都市工学、電気工学

## 校歌
作詞：大槻真希、作曲：小長谷宗一